# TIPOS Slovenská hokejová liga
A TIPOS Slovenská hokejová liga (röviden: TIPOS SHL, hivatalos nevén: 1. liga seniorov) Szlovákia másodosztályú jégkorongbajnoksága. 1993-ban alakult a Szlovák Jégkorongszövetség rendezésében. A 2023-24-es szezonban 13 csapat játszott a bajnokságban. A bajnokság kiesés-feljutás rendszerben működik, a rájátszássorozat győztese a következő szezonban az első osztályú Tipos Extraligában játszhat, míg az alapszakasz utolsó helyezettje egy osztállyal lejjebb kerül, és a harmadosztályú 2. hokejová ligában játszik tovább. A rájátszás győztese az Elnöki kupát (Pohár prezidenta) nyeri el.
A bajnokság 1993-as megalakulásától 2016-ig 1. hokejová liga SR néven működött, majd a 2016-17-es szezonban a Budiš 1. hokejová liga SR nevet vette fel, majd 2017 és 2019 között St. Nicolaus 1. hokejová liga SR névre módosult, majd 2019 és 2021 között névadó szponzor nélkül Slovenská hokejová liga néven futott, majd 2021-ben vette fel a TIPOS Slovenská hokejová liga nevet.
A 2024-25-ös szezonban az alapszakaszt a HC Prešov nyerte, majd a rájátszás döntőjében a HC Prešov-t 4-1-es arányban legyőzte, ezzel megnyerve a bajnokságot, és feljutva a Tipos Extraligába.

## Története
Csehszlovákiában 1969-től egészen 1993-ig a jégkorongbajnoksági rendszerükben az első osztályú Csehszlovák Extraliga után a két másodosztályú bajnokság működött, az államot alkotó Csehország és Szlovákia számára. A bajnokság 1993-ban jött létre, Csehszlovákia felbomlása után a szlovák nemzeti ligát, az 1. slovenská národní hokejová ligát váltotta. A 1993-94-es szezonban a 1. hokejová liga SR 10 csapattal jött létre ebből 6 csapat, a Spartak Dubnica nad Váhom, a ŠK Iskra Banská Bystrica, a MEZ VTJ Michalovce, a VTJ Dukla Senica, a HK 31 Kežmarok és a HC VTJ Telvis Topoľčany az előző év szlovák nemzeti ligájából került Szlovákia függetlenedése után a másodosztályú bajnokságba, míg négy csapat, a HK 36 Skalica, a VTJ Marat Piešťany, a HK Agro White Lady Levoča és a HK VTJ Žilina a harmadosztályú 2. slovenská národní hokejová ligában a legjobb négy helyezést elérve került fel a másodosztályba. Az első szezonban első helyen végzett Spartak Dubnica nad Váhom feljutott a Szlovák Extraligába, azonban a harmadosztályba nem esett ki egy csapat sem, mert a következő szezontól 12-re növelték a csapatok számát, így a harmadosztály első két helyén végzett ŠK Matador Púchov és HK PPS Detva a felkerült a másodosztályba.
Az 1994-95-ös szezonban a bajnokság létszámát 12-re növelték, a feljutás-kiesés rendszere kiterjedt már a harmadosztályra, így az alapszakasz során utolsó helyen végzett csapat kiesik a harmadosztályba, és a következő szezonra a harmadosztály győztese jutott fel. A bajnokságot az ŠK Iskra Banská Bystrica nyerte feljutva az első osztályba, az utolsó helyen végző HK Agro White Lady Levoča csapata esett ki a harmadosztályba.
Az 1995-96-os szezonban a bajnokság menete megváltozott, az alapszakasz első négy helyén végző csapat az első osztályban utolsó két helyen végző csapattal alkotott csoportban játszanak a feljutásért. Az alapszakasz 5-12. helyezettje külön csoportban a helyezésért játszott. A bajnokságot a HK VTJ Spišská Nová Ves nyerte feljutva az első osztályba, a HK PPS Detva esett ki a harmadosztályba.
Az 1996-97-es szezonban a feljutásért az alapszakasz első négy helyezettje játszott az első osztály utolsó négy helyezettjével, a csoportban két legtöbb pontot szerző csapat jutott fel az első osztályba. A bajnokságot a HKm Zvolen nyerte, és a MHC Nitra csapatával együtt jutott fel az első osztályba. Az utolsó helyen végző HK VTJ Piešťany csapata esett ki a harmadosztályba.
Az 1997-98-as szezonban az első osztályú bajnokság bővítése miatt megváltozott a másodosztályú bajnokság lebonyolítása, az alapszakasz során az első két helyen végzett csapat automatikusan felkerült az első osztályba, míg a harmadik helyezett az első osztály harmadik helyezettjével játszott osztályozó mérkőzéseket a feljutásért. A HC Polygón Nitra Privigyébe költözött, és HC Polygón Prievidza néven működött tovább. A bajnokságot az ŠK Iskra Banská Bystrica nyerte, a HK VTJ Farmakol Prešov csapatával együtt feljutott az első osztályba, míg a harmadik helyen végzett HK Spartak Dubnica nad Váhom az osztályozókon alulmaradt a HK 32 Liptovský Mikuláš csapatával szemben. Az utolsó helyen végzett ŠK Matador Púchov csapata kiesett a harmadosztályba.
Az 1998-99-es szezonban a HK 31 Setra Kežmarok visszavonta a szereplését, így csak 11 csapat vett részt a szezonban. Az alapszakasz első két helyezettje az első osztály utolsó nyolc helyezettjével játszott osztályozó mérkőzéseket a feljutásért, amikben a két legtöbb pontot gyűjtő csapat feljut/bennmarad a következő szezonban, míg a 3-8. helyezett csapatok a másodosztályban folytatják a következő szezont. Az alapszakaszt a HK Spartak Dubnica nad Váhom nyerte, azonban az osztályozókon nem tudott egy csapat sem feljutni az első osztályba. A harmadosztályba a HK 31 Setra Kežmarok mellett az utolsó két helyen végzett HK VTJ Vagónka-AŽD Trebišov és HK VTJ Piešťany esett ki, valamint a szezon után az ŠHK Danubia 96 Bratislava csapata is visszavonta a szereplését a bajnokságból.
Az 1999-00-es szezonban újból 12 csapat szerepelt. Az alapszakaszban a HC Martimex ZŤS Martin nyert feljutva az első osztályba. A HKm Zvolen B csapataként játszó HKM Humenné elvesztette a betétcsapatlicencét, így kiesett a harmadosztályba, a HKm Zvolen új betétcsapata a HC Polygon Prievidza lett.
A 2000-01-es szezonban 11 csapat vett részt, mert a HC Harvard Trnava csapata a szezon előtt visszavonult a bajnokságtól. Az alapszakasz első két helyezettje jutott fel az első osztályba. Az alapszakaszt az MsHK Žilina nyerte, és a MHC Nitra csapatával együtt felkerült az első osztályba.
A 2001-02-es szezonban a bajnokság létszámát újból bővítették, a MHK Olympic ŠKP Ružomberok, a HKm Detva és a HK 95 Považská Bystrica csapata csatlakozott a ligához. Az alapszakasz első helyezettje az első osztály utolsó helyezettjével játszott osztályozókat a feljutásért. A HKm Detva csapatát a szezon során kitiltották a ligából, a MHK Olympic ŠKP Ružomberok csapata pedig elvesztette a betétcsapatlicencét, így kikerült a ligából. Az alapszakaszban a HK VTJ Spišská Nová Ves nyert, majd az osztályozókban az MHC Nitra csapatát legyőzve feljutott az első osztályba.
A 2002-03-as szezonban a HK Ružinov 99 Bratislava csapata csatlakozott a ligához. Az alapszakasz során az MHC Nitra nyert felkerülve az első osztályba. Az utolsó helyen végzett HK Ružinov 99 Bratislava kiesett a harmadosztályba.
A 2003-04-es szezon kezdete előtt a HK Dukla Michalovce nem regisztrált, így csak 11 csapat szerepelt a szezonban. Ettől a szezontól kezdve az alapszakasz után rájátszás is megrendezésre került. A rájátszásba az alapszakasz során első nyolc helyen végzett csapat jutott be. Az alapszakaszt a P.H.K. Prešov nyerte, a rájátszást a HK Spartak Dubnica nad Váhom nyerte a döntőben az MšHK Prievidza csapatát 4-3-as arányban legyőzve, így feljutva az első osztályba.
A 2004-05-ös szezonban a HK Trnava csapata csatlakozott a ligához. Az alapszakaszt a MHC Martin nyerte, a rájátszást a HKm Detva nyerte a HC VTJ Topoľčany 4-1-es arányban legyőzve, azonban a HKm Zvolen betétcsapataként nem juthatott fel az első osztályba, így a HC VTJ Topoľčany játszott osztályozókat a HK Spartak Dubnica nad Váhom ellen, amiben 2-4-es arányban veszített, így nem jutott fel az első osztályba. Az MHC Martin megvette a HK Spartak Dubnica nad Váhom Extraliga-licencét, ezzel feljutva az első osztályba. A HKm Detva kiesett a bajnokságból, mert a betétcsapatlicencét megvette a ŠaHK Iskra Banská Bystrica csapata. A HKm Humenné csapata felkerült a másodosztályba.
A 2005-06-os szezonban az alapszakaszt és a rájátszást a HC ’05 Banská Bystrica nyerte a döntőben a HKm Humenné csapatát 4-0-ás arányban legyőzve, így feljutva az első osztályba, azonban mindkét csapat betétcsapatként játszott, ezért a harmadik helyezett HC VTJ Topoľčany játszott osztályozókat az MHC Martin ellen, amikben 0-4-es arányban veszített, így nem jutott fel. Az utolsó helyen végző HK Levice az osztályozókban 0-2-es arányban veszített a HK Ružinov 99 Bratislava ellen, így kiesett a harmadosztályba.
A 2006-07-es szezonban a bajnokság létszámát 16-ra növelték, az új csapatok az MHK Kežmarok, a HK Lokomotíva Nové Zámky, a HKm Detva és az MHK Ružomberok voltak. Az alapszakasz első négy helyezettje a rájátszás negyeddöntőjébe került, míg az 5-12. helyezett csapatok előfordulókban mérkőztek meg a rájátszásba jutásért. Az alapszakaszt a HK Spišská Nová Ves nyerte, a rájátszást az MHK SkiPark Kežmarok nyerte a döntőben a HK Spišská Nová Ves csapatát 4-2-es arányban legyőzve, így feljutva az első osztályba. A HKM Humenné nem jelentkezett a következő szezonra, így kiesett a bajnokságból.
A 2007-08-as szezonban a bajnoksághoz két csapat csatlakozott, a MHK Dolný Kubín és a HC 46 Bardejov. A szezon során a HK 21 - SM Ružomberok csapatát kitiltották a ligából. Az alapszakaszt a HK Spišská Nová Ves nyerte, a rájátszást az HC ’05 Banská Bystrica nyerte a HK Spišská Nová Ves csapatát legyőzve 4-1-es arányban, így feljutva az első osztályba.
A 2008-09-es szezonban a ligához a HC 07 Detva csatlakozott. A rájátszás döntősei az első osztály két utolsó helyezettjével osztályozókat játszott a feljutásért. Az alapszakaszt és a rájátszást a HK Spišská Nová Ves nyerte az ŠHK 37 Piešťany csapatát a döntőben 3-1-es arányban legyőzve. Az osztályozó meccseken a HK Spišská Nová Ves a MHK SkiPark Kežmarok csapatát 4-1-es arányban legyőzve feljutott az első osztályba, azonban a ŠHK 37 Piešťany 0-4-es arányban veszítve a HK Aquacity ŠKP Poprad ellen nem tudott feljutni. A HKM Lučenec csapatától szövetségi döntés alapján 60 pontot levontak, így az utolsó helyen végezve kiesett a bajnokságból.
A 2009-10-es szezonban a bajnokság 14 csapatra csökkent. Az alapszakasz első nyolc helyén szereplő csapat jutott be a rájátszásba. A rájátszás győztese az első osztály utolsó helyezettjével játszott osztályozó mérkőzéseket a feljutásért. Az utolsó helyen végzett csapat kiesett a harmadosztályba. Az alapszakaszt és a rájátszást az ŠHK 37 Piešťany nyerte a döntőben a HC 07 Prešov csapatát 4-3-as arányban legyőzve, azonban a feljutásért játszott meccseken a MsHK Garmin Žilina csapata ellen 1-4-es arányban alulmaradt. Az utolsó helyen végzett MšHK Prievidza kiesett a harmadosztályba.
A 2010-11-es szezonban az alapszakaszt és a rájátszást az ŠHK 37 Piešťany nyerte a döntőben a  MHk 32 Liptovský Mikuláš csapatát 4-3-as arányban legyőzve, azonban a feljutásért játszott meccseken ismét a MsHK Žilina csapata ellen alulmaradt 4-0-ás arányban. Az utolsó helyen végzett HK Brezno kiesett a harmadosztályba.
A 2011-12-es szezonban a bajnoksághoz csatlakozott az első osztályban már szereplő szlovák U20-as jégkorong-válogatott csapata HK Orange 20 néven. Egy szezonban összesen 20 mérkőzést játszott, mindegyik csapattal 1-1 meccset otthonban és idegenben, a rájátszásban nem vett részt, illetve nem eshetett ki. Az alapszakasz első tíz helyén végzett csapat a HK Orange 20 csapattal együtt a felső házban játszott tovább, aminek a végén az első nyolc helyen végzett csapat jutott be a rájátszásba. Az alapszakaszban az utolsó három helyen végző csapat osztályozókat játszott, az osztályozók végén a legtöbb pontot szerző csapat bentmaradt a bajnokságban, a második helyezett a harmadosztály győztesével játszott meccseket a bentmaradásért, a harmadik helyezett automatikusan kiesett. Az alapszakaszt és a rájátszást a HC 46 Bardejov nyerte, a rájátszás döntőjében az ŠHK 37 Piešťany csapatát 4-3-as arányban legyőzve nyert, azonban a HC 46 Bardejov a HC Košice betétcsapataként játszott, ezért összeférhetetlenség miatt az ŠHK 37 Piešťany csapata került fel az első osztályba osztályozók játszása nélkül, mert az első osztályból távozott a HC Slovan Bratislava. A HK Trebišov a HK Iskra Partizánske csapatával szemben 4-0-ás arányban megőrizte helyét a ligában, az utolsó helyen végzett HK Púchov kiesett a harmadosztályba.
A 2012-13-as szezonban az alapszakaszt a HC Dukla Senica nyerte, a rájátszást a HC 46 Bardejov nyerte.
A 2013-14-es szezonban az alapszakaszt és a rájátszást a HC 46 Bardejov nyerte.
A 2014-15-ös szezonban az alapszakaszt a HK Spišská Nová Ves nyerte, a rájátszást a HC 07 Detva nyerte.
A 2015-16-os szezonban az alapszakaszt a HC 46 Bardejov nyerte, a rájátszást a HC Nové Zámky nyerte.
A 2016-17-es szezonban az alapszakaszt a HC Prešov Penguins nyerte, a rájátszást a HC 07 Orin Detva nyerte.
A 2017-18-as szezonban az alapszakaszt a HK Skalica nyerte, a rájátszást a HK Dukla Ingema Michalovce nyerte.
A 2018-19-es szezonban az alapszakaszt és a rájátszást HK Dukla Ingema Michalovce nyerte.
A 2019-20-as szezonban az alapszakaszt a Bratislava Capitals nyerte, a rájátszást nem fejezték be.
A 2020-21-es szezonban az alapszakaszt a Vlci Žilina nyerte, a rájátszást a HK Spišská Nová Ves nyerte.
A 2021-22-es szezonban az alapszakaszt és a rájátszást a Vlci Žilina nyerte.
A 2022-23-as szezonban az alapszakaszt a Vlci Žilina nyerte, a rájátszást a HC 19 Humenné nyerte. Az utolsó helyen végző HK Brezno Knights csapata esett ki a harmadosztályba.
A 2023-24-es szezonban az alapszakaszt és a rájátszást a Vlci Žilina nyerte. Az utolsó helyen végző HKM Rimavská Sobota csapata esett ki a harmadosztályba.
A 2024-25-es szezonra a HK Poprad betétcsapataként működő AquaCity Pikes megszűnt. helyét a HK Slovan Levice csapata vette át. A JOJ ŠPORT Slovensko 18 csapata ettől a szezontól kezdve a Pöstyéni jégcsarnokban játszik. Az alapszakasz és a rájátszást a  HC Prešov nyerte. Az utolsó helyen végzó HK Steel Team Trebišov csapata esett ki a harmadosztályba.

### A bajnokság elnevezései és főszponzorok

A liga névadó szponzora, a Tipos logója

A liga partnere a Kaufland

| Időszak   | A bajnokság hivatalos elnevezése | Névadó szponzor | Iparág         |
| --------- | -------------------------------- | --------------- | -------------- |
| 1993–2016 | 1. hokejová liga SR              |                 |                |
| 2016–2017 | Budiš 1. hokejová liga SR        | Budiš           | ásványvíz      |
| 2017–2019 | St. Nicolaus 1. hokejová liga SR | St. Nicolaus    | alkohol        |
| 2019–2021 | Slovenská hokejová liga          |                 |                |
| 2021–     | TIPOS Slovenská hokejová liga    | Tipos           | szerencsejáték |

## Lebonyolítás
A Tipos Extraliga szezonja két szakaszból áll. Az alapszakasz szeptemberben kezdődik, a rájátszás márciusban.

### Alapszakasz
Az alapszakaszban jelenleg 13 csapat versenyez, 12 csapat és a szlovák U18-as jégkorong-válogatottat felvonultató JOJ ŠPORT Slovensko 18 nevű csapat, a 12 csapat 44 fordulót játszik, 2-2 meccset mindegyik csapattal otthon és idegenben, illetve még 2-t, 1-1 meccset otthonban és idegenben a JOJ ŠPORT Slovensko 18 csapatával, ami így összesen 24 meccset játszik.

### Rájátszás
A rájátszásba az alapszakasz tabelláján az 1–10. helyen végző csapat vehet részt. Az 1–6. helyezett csapatok közvetlenül a negyeddöntő fordulójába kerülnek, a 7-10. helyezett csapatok a negyeddöntőbe jutásért játszanak kvalifikációs meccseket, a 7. helyezett a 10. helyezettel és a 8. a 9. helyezettel. A kvalifikációs meccsek 3 győztes meccsig zajlanak, legfeljebb 5 fordulóig, a kvalifikációs fordulók két győztese kerülhet a rájátszás negyeddöntőjébe. Az alapszakasz végén a tabella 12. helyen szereplő csapata automatikusan a harmadosztályú 2. hokejová liga bajnokságba kerül, míg a rájátszás győztese a következő szezonban a felkerül a Tipos Extraligába. Az alapszakasz 11. helyezett csapata nem kerül a másodosztályú bajnokságba, de a rájátszásban sem vehet részt. A rájátszásban kiesés alapon folytatódik a küzdelem a bajnoki címért. A nyolc csapatot az alapszakasz utáni helyezések alapján sorolják párosokba (a legerősebb a leggyengébbel). A továbbjutáshoz, illetve a döntőben a bajnoki cím megszerzéséhez négy győzelem kell. A rájátszás győztese elnyeri az Elnöki kupát (Pohár prezidenta).
A rájátszássorozat rájátszásának ágrajza:
|  | Kvalifikációs forduló | Kvalifikációs forduló | Kvalifikációs forduló |                       |                     | Negyeddöntők | Negyeddöntők        | Negyeddöntők |  |  | Elődöntők | Elődöntők | Elődöntők |  |  | Döntő | Döntő | Döntő |  |
|  |                       |                       |                       |                       |                     |              |                     |              |  |  |           |           |           |  |  |       |       |       |  |
|  |                       |                       |                       |                       |                     | 1.           | 1. helyezett csapat |              |  |  |           |           |           |  |  |       |       |       |  |
|  |                       |                       |                       |                       |                     | 1.           | 1. helyezett csapat |              |  |  |           |           |           |  |  |       |       |       |  |
|  |                       |                       |                       | kvalifikáció győztese |                     |              |                     |              |  |  |           |           |           |  |  |       |       |       |  |
|  | 8.                    | 8. helyezett csapat   |                       |                       |                     |              |                     |              |  |  |           |           |           |  |  |       |       |       |  |
|  | 8.                    | 8. helyezett csapat   |                       |                       |                     |              |                     |              |  |  |           |           |           |  |  |       |       |       |  |
|  | 9.                    | 9. helyezett csapat   |                       |                       |                     |              |                     |              |  |  |           |           |           |  |  |       |       |       |  |
|  | 9.                    | 9. helyezett csapat   |                       |                       |                     |              |                     |              |  |  |           |           |           |  |  |       |       |       |  |
|  |                       |                       |                       |                       |                     |              |                     |              |  |  |           |           |           |  |  |       |       |       |  |
|  |                       |                       |                       |                       |                     |              |                     |              |  |  |           |           |           |  |  |       |       |       |  |
|  |                       |                       |                       |                       |                     |              |                     |              |  |  |           |           |           |  |  |       |       |       |  |
|  |                       |                       |                       |                       |                     |              |                     |              |  |  |           |           |           |  |  |       |       |       |  |
|  |                       |                       |                       |                       |                     |              |                     |              |  |  |           |           |           |  |  |       |       |       |  |
|  |                       | 3.                    | 3. helyezett csapat   |                       |                     |              |                     |              |  |  |           |           |           |  |  |       |       |       |  |
|  |                       |                       |                       |                       |                     |              |                     |              |  |  |           |           |           |  |  |       |       |       |  |
|  |                       |                       | 6.                    | 6. helyezett csapat   |                     |              |                     |              |  |  |           |           |           |  |  |       |       |       |  |
|  |                       |                       |                       | 6. helyezett csapat   |                     |              |                     |              |  |  |           |           |           |  |  |       |       |       |  |
|  |                       |                       |                       |                       |                     |              |                     |              |  |  |           |           |           |  |  |       |       |       |  |
|  |                       |                       |                       |                       |                     |              |                     |              |  |  |           |           |           |  |  |       |       |       |  |
|  |                       |                       |                       |                       |                     |              |                     |              |  |  |           |           |           |  |  |       |       |       |  |
|  |                       |                       |                       |                       |                     |              |                     |              |  |  |           |           |           |  |  |       |       |       |  |
|  |                       |                       |                       |                       |                     |              |                     |              |  |  |           |           |           |  |  |       |       |       |  |
|  | 7.                    | 7. helyezett csapat   |                       |                       |                     |              |                     |              |  |  |           |           |           |  |  |       |       |       |  |
|  | 7.                    | 7. helyezett csapat   |                       |                       |                     |              |                     |              |  |  |           |           |           |  |  |       |       |       |  |
|  | 10.                   | 10. helyezett csapat  |                       |                       |                     |              |                     |              |  |  |           |           |           |  |  |       |       |       |  |
|  | 10.                   | 10. helyezett csapat  |                       | 2.                    | 2. helyezett csapat |              |                     |              |  |  |           |           |           |  |  |       |       |       |  |
|  |                       |                       |                       | 2.                    | 2. helyezett csapat |              |                     |              |  |  |           |           |           |  |  |       |       |       |  |
|  |                       |                       |                       | kvalifikáció győztese |                     |              |                     |              |  |  |           |           |           |  |  |       |       |       |  |
|  |                       |                       |                       |                       |                     |              |                     |              |  |  |           |           |           |  |  |       |       |       |  |
|  |                       |                       |                       |                       |                     |              |                     |              |  |  |           |           |           |  |  |       |       |       |  |
|  |                       |                       |                       |                       |                     |              |                     |              |  |  |           |           |           |  |  |       |       |       |  |
|  |                       |                       |                       |                       |                     |              |                     |              |  |  |           |           |           |  |  |       |       |       |  |
|  |                       |                       |                       |                       |                     |              |                     |              |  |  |           |           |           |  |  |       |       |       |  |
|  |                       |                       |                       |                       |                     |              |                     |              |  |  |           |           |           |  |  |       |       |       |  |
|  |                       |                       |                       |                       |                     |              |                     |              |  |  |           |           |           |  |  |       |       |       |  |
|  |                       |                       |                       |                       |                     |              |                     |              |  |  |           |           |           |  |  |       |       |       |  |
|  |                       |                       |                       |                       |                     |              |                     |              |  |  |           |           |           |  |  |       |       |       |  |
|  |                       | 4.                    | 4. helyezett csapat   |                       |                     |              |                     |              |  |  |           |           |           |  |  |       |       |       |  |
|  |                       |                       |                       |                       |                     |              |                     |              |  |  |           |           |           |  |  |       |       |       |  |
|  |                       |                       | 5.                    | 5. helyezett csapat   |                     |              |                     |              |  |  |           |           |           |  |  |       |       |       |  |

### Játékszabályok
A 2002–03-as szezontól az alapszakasz mérkőzései nem érhetnek véget döntetlennel, a rendes játékidőt ilyen esetben ötperces hosszabbítás követi. Ha a hosszabbításban sem születik újabb gól, szétlövés következik, először öt játékossal mindkét csapatból, majd egyenlő számú találat esetén hirtelen halál dönt. Hosszabbítás vagy szétlövés után a rendes játékidő utáni eredményhez hozzáadnak egy gólt a győztes csapat javára. A rendes játékidőben megszerzett győzelemért három pont, a hosszabbításban szerzett győzelemért két pont, a hosszabbítás utáni vereségért egy pont, míg a rendes játékidő utáni vereségért nulla pont jár.

## Résztvevők

### Jelenlegi csapatok
A 2025-26-os szezonban a bajnokságban 13 csapat szerepel, A JOJ ŠPORT Slovensko 18  csapat a szlovák U18-as válogatott keretéből áll, és csak az alapszakaszban vesz részt. A 2024-25-ös szezonban részt vevő csapatok:
| Csapat | Város             | Kerület                 | Jégcsarnok                    | Férőhely | Alapítás éve | Vezetőedző       |
| --- | ----------------- | ----------------------- | ----------------------------- | -------- | ------------ | ---------------- |
| TSS Group Spartak Dubnica (DCA) | Máriatölgyes      | Trencséni kerület       | Máriatölgyesi jégcsarnok      | 3 500    | 1942         | Roman Stantien   |
| HC Nové Zámky (NZA) | Érsekújvár        | Nyitrai kerület         | Érsekújvári Téli Stadion      | 4 500    | 1965         |                  |
| HK TAM Levice (LEV) | Léva              | Nyitrai kerület         | Lévai jégcsarnok              | 2 286    | 1987         | Jakub Ručkay     |
| HK Detva (DET) | Gyetva            | Besztercebányai kerület | Gyetvai jégcsarnok            | 1 800    | 2007         | Richard Šechný   |
| HK 95 Považská Bystrica (PVY) | Vágbeszterce      | Trencséni kerület       | Vágbesztercei jégcsarnok      | 2 400    | 1938         | Jakub Ručkay     |
| HK ESMERO Skalica (SKA) | Szakolca          | Nagyszombati kerület    | ESMERO Aréna                  | 4 095    | 1936         | Michal Ružička   |
| HC Topoľčany (TOP) | Nagytapolcsány    | Nyitrai kerület         | Nagytapolcsányi jégcsarnok    | 3 400    | 1932         | Vladimír Matejov |
| HK Gladiators Trnava (TRN) | Nagyszombat       | Nagyszombati kerület    | Nagyszombati jégcsarnok       | 3 200    | 1957         | Roman Kukumberg  |
| HK MŠK Indian Žiar nad Hronom (ŽNH) | Garamszentkereszt | Besztercebányai kerület | Garamszentkereszti jégcsarnok | 2 500    | 1952         | Jerguš Bača      |
| HC 19 Humenné (HUM) | Homonna           | Eperjesi kerület        | Homonnai Jégcsarnok           | 3 150    | 2019         | Tibor Tartaľ     |
| JOJ ŠPORT Slovensko 18 (SR18) | Pöstyén           | Nagyszombati kerület    | Pöstyéni jégcsarnok           | 3 500    | 1993         | Ivan Feneš       |
| HC TEBS Bratislava (TBA) | Pozsony           | Pozsonyi kerület        | Vladimír Dzurilla jégcsarnok  | 3 500    | 2010         | Rudolf Jendek    |
| MHA Martin (MHA) | Turócszentmárton  | Zsolnai kerület         | Turócszentmártoni jégcsarnok  | 4 200    | 2018         | Martin Hrnčár    |
| Považská Bystrica Topoľčany Trnava Detva Skalica Dubnica nad Váhom Humenné Slovensko 18 Nové Zámky Žiar nad Hronom Martin Levice Bratislava A 2025–26-os szezon résztvevői |                   |                         |                               |          |              |                  |

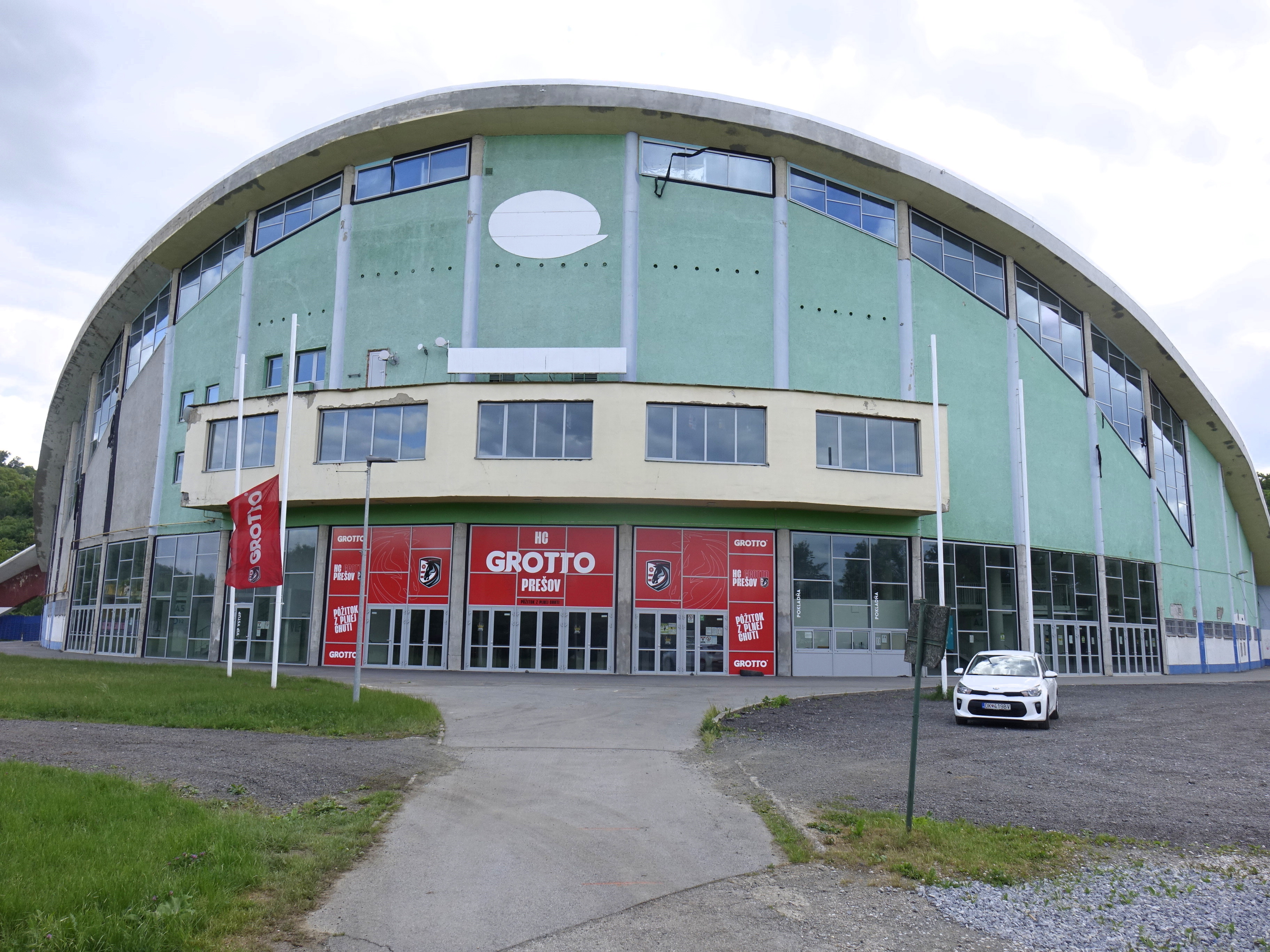
Az eperjesi ICE Aréna
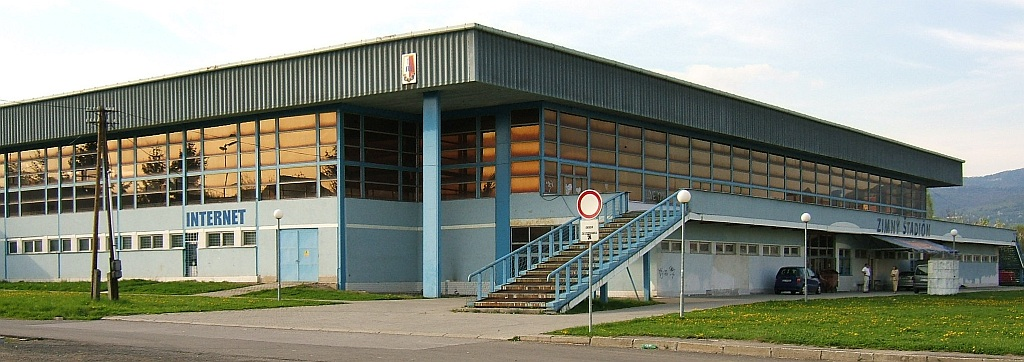
A gyetvai jégcsarnok
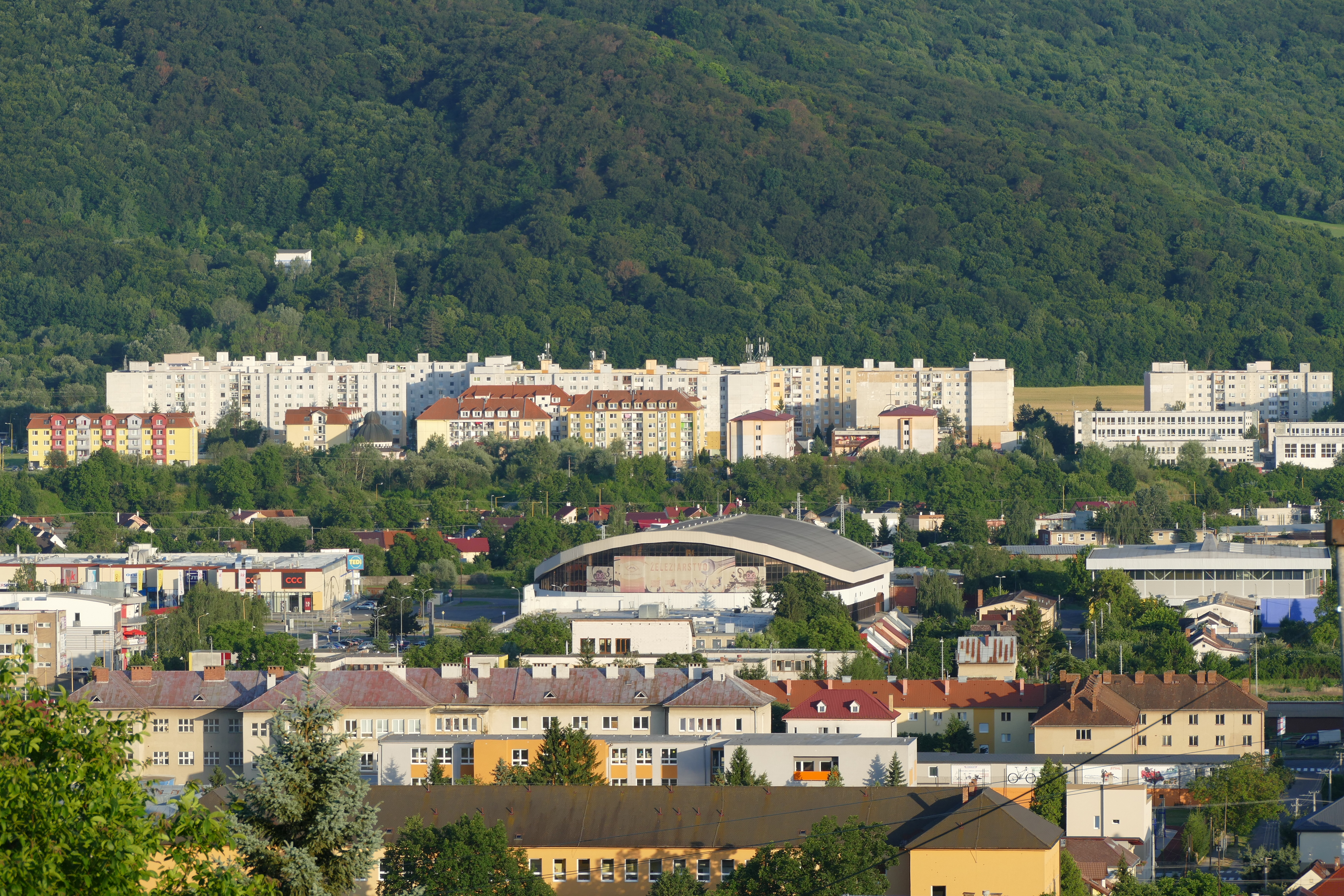
A homonnai jégcsarnok
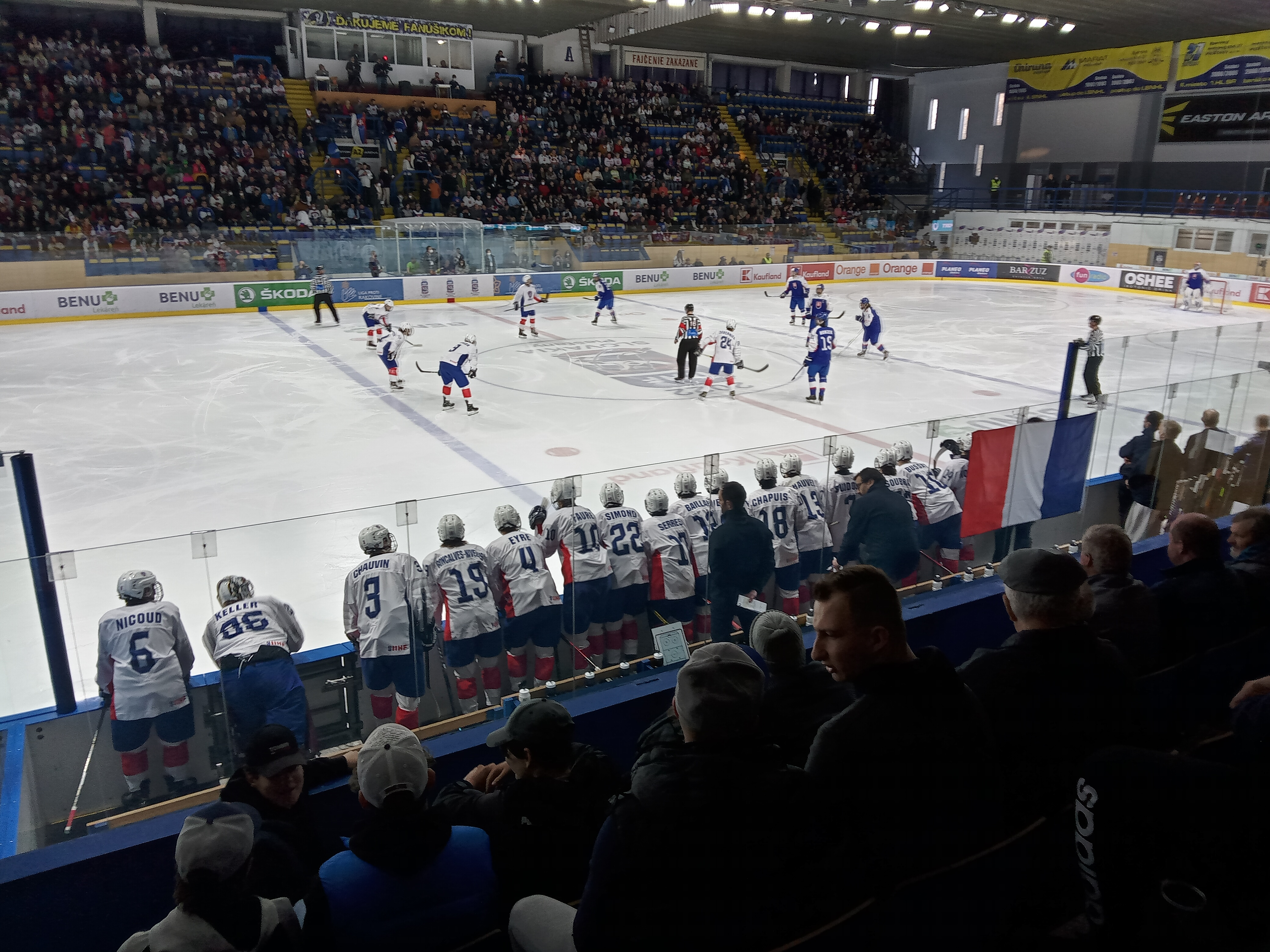
A pöstyéni jégcsarnok
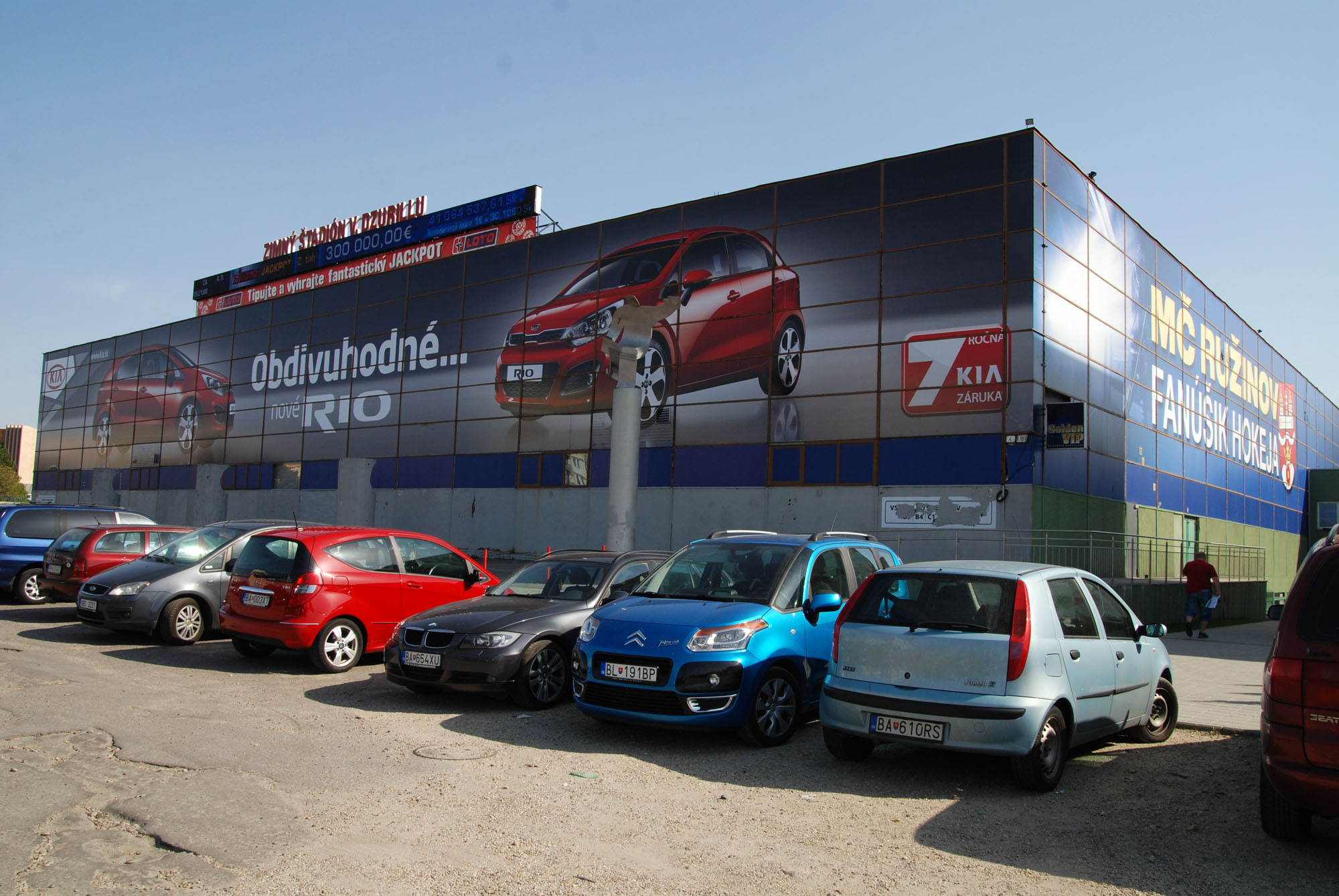
A pozsonyi Vladimír Dzurilla jégcsarnok
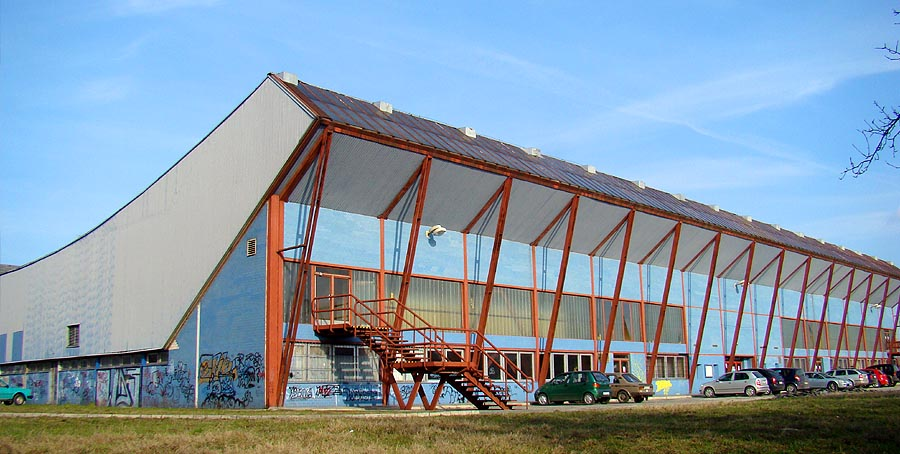
Az érsekújvári téli stadion

### Korábbi csapatok
| Csapat                     | Város            | Stadion                         | Férőhely | Alapítás éve | Aktív évek                      | Megjegyzés                  |
| -------------------------- | ---------------- | ------------------------------- | -------- | ------------ | ------------------------------- | --------------------------- |
| ŠK Iskra Banská Bystrica   | Besztercebánya   | Tipsport Aréna (Besztercebánya) | 3 016    | 1922         | 1993-1995, 1997-1998, 1999-2008 | Az első osztályban játszik. |
| HC VTJ MEZ Michalovce      | Nagymihály       | Nagymihályi Jégcsarnok          | 4 000    | 1974         |                                 | Az első osztályban játszik. |
| Dukla Senica               | Szenice          | Szenicei jégcsarnok             | 3 000    | 1989         |                                 | A harmadosztályban játszik. |
| HK 31 Kežmarok             | Késmárk          | Késmárki jégcsarnok             | 3 000    | 1931         |                                 | A harmadosztályban játszik  |
| VTJ Piešťany               | Pöstyén          | Pöstyéni jégcsarnok             | 3 500    | 1937         |                                 | A harmadosztályban játszik  |
| HK Agro White Lady Levoča  | Lőcse            | Lőcsei jégcsarnok               |          |              |                                 |                             |
| HC 19 Humenné              | Homonna          | Homonnai jégcsarnok             | 3 150    | 2019         | 2020-2023                       | Az első osztályban játszik. |
| HKM Zvolen                 | Zólyom           | Zólyomi jégcsarnok              | 5 345    | 1927         |                                 | Az első osztályban játszik. |
| MHC Martin                 | Turócszentmárton | Turócszentmártoni jégcsarnok    | 4 200    |              |                                 |                             |
| ŠK Matador Púchov          | Puhó             | Puhói jégcsarnok                | 1943     | 1946         |                                 | A harmadosztályban játszik  |
| HK PPS Detva               | Gyetva           | Gyetvai jégcsarnok              | 1800     |              |                                 |                             |
| HK VTJ Spišská Nová Ves    | Igló             | Spiš Aréna                      | 5 503    | 1932         |                                 | Az első osztályban játszik. |
| HC Polygón Nitra           | Nyitra           |                                 |          |              |                                 |                             |
| ŠHK Danubia 96 Bratislava  | Pozsony          | Vladimír Dzurilla Jégcsarnok    | 3 500    |              |                                 |                             |
| HC Polygón Prievidza       | Privigye         | Privigyei városi jégcsarnok     | 3 986    |              |                                 |                             |
| HK Nitra                   | Nyitra           | Tipsport Aréna (Nyitra)         | 3 600    | 1926         |                                 | Az első osztályban játszik. |
| MHK Olympic ŠKP Ružomberok | Rózsahegy        |                                 |          |              |                                 |                             |
| HC 46 Bardejov             | Bártfa           | Bártfai jégcsarnok              | 2 500    | 2016         |                                 | A harmadosztályban játszik  |
| MHK Dolný Kubín            | Alsókubin        | Alsókubini jégcsarnok           | 500      | 1995         |                                 | A harmadosztályban játszik  |
| HKM Lučenec                | Losonc           | Losonci jégcsarnok              |          |              |                                 |                             |
| HK Brezno                  | Breznóbánya      | Breznóbányai jégcsarnok         | 3 000    | 1935         |                                 | A harmadosztályban játszik  |
| MHk 32 Liptovský Mikuláš   | Liptószentmiklós | Liptószentmiklósi Jégcsarnok    | 3 680    | 1932         |                                 | Az első osztályban játszik. |
| HK Orange 20               | Puhó             | Puhói jégcsarnok                | 1943     |              |                                 |                             |
| MHC Martin "B"             | Turócszentmárton | Turócszentmártoni jégcsarnok    | 4 200    |              |                                 |                             |
| HC Nové Zámky "B"          | Érsekújvár       | Érsekújvári Téli Stadion        | 4 500    |              |                                 |                             |
| HC Bratislava              | Pozsony          | Vladimír Dzurilla Jégcsarnok    | 3 500    |              |                                 |                             |
| Bratislava Capitals        | Pozsony          | Ondrej Nepela Jégcsarnok        | 10 055   | 2015         |                                 | A csapat megszűnt.          |
| HKM Rimavská Sobota        | Rimaszombat      | Rimaszombati jégcsarnok         | 1 000    | 1995         |                                 | A harmadosztályban játszik  |
| AquaCity Pikes             | Poprád           | Poprádi jégcsarnok              | 4 233    | 2023         | 2023                            |                             |
| Modré krídla Slovan        | Pozsony          | Ondrej Nepela Jégcsarnok        | 10 055   | 1921         |                                 |                             |
| HC Prešov                  | Eperjes          | ICE Aréna                       | 3 600    | 2023         |                                 | Az első osztályban játszik. |
| HK Steel Team Trebišov     | Tőketerebes      | Tőketeberesi jégcsarnok         | 4 238    | 2016         |                                 | A harmadosztályban játszik  |

### Rivalizálások

#### TSS Group Spartak Dubnica - HK 95 Považská Bystrica
A TSS Group Spartak Dubnica és a HK 95 Považská Bystrica közötti rivalizálást a csapatok székhelyei, Vágbeszterce és Máriatölgyes közötti földrajzi közelség hozta létre. Mindkét település a Vág folyó mentén fekszik, ezért is nevezik a meccseiket považské derby-nek (magyarul: Vág-menti rangadó).
HK Steel Team Trebišov - HC 19 Humenné
A HK Steel Team Trebišov és a HC 19 Humenné közötti rivalizálást gyakran nevezik zempléni rangadónak is.

## Helyezések csapatok szerint
| Helyezés | Csapat                       |   |   |   | Összesen |
| -------- | ---------------------------- | - | - | - | -------- |
| 1.       | HK Spišská Nová Ves          | 4 | 3 | 1 | 8        |
| 2.       | HC ’05 Banská Bystrica       | 4 | 2 | 1 | 7        |
| 3.       | Vlci Žilina                  | 3 | 3 | 0 | 6        |
| 4.       | HC 46 Bardejov               | 3 | 1 | 2 | 6        |
| 5.       | HK Spartak Dubnica nad Váhom | 3 | 1 | 2 | 6        |
| 6.       | HC 07 Detva                  | 3 | 0 | 0 | 3        |
| 7.       | ŠHK 37 Piešťany              | 2 | 2 | 0 | 4        |
| 8.       | HK Dukla Ingema Michalovce   | 2 | 2 | 0 | 4        |
| 9.       | HK VITAR Martin              | 1 | 2 | 2 | 5        |
| 10.      | HKM Zvolen                   | 1 | 2 | 0 | 3        |
| 11.      | HK Nitra                     | 1 | 1 | 0 | 2        |
| 12.      | HC 19 Humenné                | 1 | 1 | 0 | 2        |
| 13.      | MHK Kežmarok                 | 1 | 0 | 0 | 0        |
| 14.      | HC Nové Zámky                | 1 | 0 | 0 | 0        |
| 15.      | HK ESMERO Skalica            | 0 | 3 | 4 | 7        |
| 16.      | HC Prešov                    | 0 | 3 | 7 | 9        |
| 17.      | HC Topoľčany                 | 0 | 1 | 2 | 3        |
| 18.      | MHk 32 Liptovský Mikuláš     | 0 | 1 | 1 | 2        |
| 19.      | HC Dukla Senica              | 0 | 1 | 1 | 2        |
| 20.      | MšHK Prievidza               | 0 | 1 | 0 | 1        |
| 21.      | HK Gladiators Trnava         | 0 | 0 | 5 | 5        |
| 22.      | HK 95 Považská Bystrica      | 0 | 0 | 1 | 1        |

## Szezonok
| No. | Szezon  | Bajnok                                                       | Második hely                                                 | Harmadik hely                                                | Alapszakasz győztese                  |
| --- | ------- | ------------------------------------------------------------ | ------------------------------------------------------------ | ------------------------------------------------------------ | ------------------------------------- |
| 1.  | 1993–94 | Spartak Dubnica nad Váhom                                    | ŠK Iskra Banská Bystrica                                     | HK 36 Skalica                                                | Spartak Dubnica nad Váhom (60 pont)   |
| 2.  | 1994–95 | ŠK Iskra Banská Bystrica                                     | HK Hell Zvolen                                               | HK 36 Skalica                                                | ŠK Iskra Banská Bystrica (68 pont)    |
| 3.  | 1995–96 | HK VTJ Spišská Nová Ves                                      | HKm Zvolen                                                   | HK 36 Skalica                                                | HK VTJ Spišská Nová Ves (64 pont)     |
| 4.  | 1996–97 | HKm Zvolen                                                   | HK 36 Skalica                                                | HK VTJ Prešov                                                | HKm Zvolen (52 pont)                  |
| 5.  | 1997–98 | ŠK Iskra Banská Bystrica                                     | HK VTJ Farmakol Prešov                                       | HK Spartak Dubnica nad Váhom                                 | ŠK Iskra Banská Bystrica (66 pont)    |
| 6.  | 1998–99 | HK Spartak Dubnica nad Váhom                                 | HK ŠKP PCHZ Žilina                                           | HC Harvard Trnava                                            | Spartak Dubnica nad Váhom (30 pont)   |
| 7.  | 1999–00 | Martimex ZŤS Martin                                          | ŠK Iskra Banská Bystrica                                     | HC Harvard Trnava                                            | HC Martimex ZŤS Martin (69 pont)      |
| 8.  | 2000–01 | MsHK Žilina                                                  | MHC Nitra                                                    | HK VTJ Farmakol Prešov                                       | MsHK Žilina (71 pont)                 |
| 9.  | 2001–02 | HK VTJ Spišská Nová Ves                                      | HC Dukla Inpro Senica                                        | HC Kimex VTJ Topoľčany                                       | HK VTJ Spišská Nová Ves (68 pont)     |
| 10. | 2002–03 | MHC Nitra                                                    | HK Spartak Dubnica nad Váhom                                 | HK VTJ Farmakol Prešov                                       | MHC Nitra (72 pont)                   |
| 11. | 2003–04 | HK Spartak Dubnica nad Váhom                                 | MšHK Prievidza                                               | PHK Prešov                                                   | PHK Prešov (88 pont)                  |
| 12. | 2004–05 | HKm Detva (HKm Zvolen B)                                     | HC Topoľčany                                                 | MHC Martin                                                   | MHC Martin (96 pont)                  |
| 13. | 2005–06 | HC ’05 Banská Bystrica (HKm Zvolen B)                        | HKm Humenné (HC Košice B)                                    | HC Topoľčany                                                 | HC ’05 Banská Bystrica (96 pont)      |
| 14. | 2006–07 | MHK Kežmarok                                                 | HK Spišská Nová Ves                                          | HC ’05 Banská Bystrica                                       | HK Spišská Nová Ves (112 pont)        |
| 15. | 2007–08 | HC ’05 Banská Bystrica                                       | HK Spišská Nová Ves                                          | HK Trnava                                                    | HK Spišská Nová Ves (96 pont)         |
| 16. | 2008–09 | HK Spišská Nová Ves                                          | ŠHK 37 Piešťany                                              | HK Trnava                                                    | HK Spišská Nová Ves (106 pont)        |
| 17. | 2009–10 | ŠHK 37 Piešťany                                              | HC 07 Prešov                                                 | HC 46 Bardejov                                               | ŠHK 37 Piešťany (88 pont)             |
| 18. | 2010–11 | ŠHK 37 Piešťany                                              | MHk 32 Liptovský Mikuláš                                     | HK Spišská Nová Ves                                          | ŠHK 37 Piešťany (88 pont)             |
| 19. | 2011–12 | HC 46 Bardejov                                               | ŠHK 37 Piešťany                                              | HC Dukla Senica                                              | HC 46 Bardejov (61 pont)              |
| 20. | 2012–13 | HC 46 Bardejov                                               | HK Dukla Michalovce                                          | HC 07 Prešov                                                 | HC Dukla Senica (104 pont)            |
| 21. | 2013–14 | HC 46 Bardejov                                               | HK Dukla Michalovce                                          | HK Gladiators Trnava                                         | HC 46 Bardejov (104 pont)             |
| 22. | 2014–15 | HC 07 Detva                                                  | HK Spišská Nová Ves                                          | HC 46 Bardejov                                               | HK Spišská Nová Ves (90 pont)         |
| 23. | 2015–16 | HC Nové Zámky                                                | HC 46 Bardejov                                               | MHk 32 Liptovský Mikuláš                                     | HC 46 Bardejov (95 pont)              |
| 24. | 2016–17 | HC 07 Orin Detva                                             | HK Skalica                                                   | HC Prešov Penguins                                           | HC Prešov Penguins (110 pont)         |
| 25. | 2017–18 | HK Dukla Ingema Michalovce                                   | HK Skalica                                                   | HC Prešov Penguins                                           | HK Skalica (110 pont)                 |
| 26. | 2018–19 | HK Dukla Ingema Michalovce                                   | HK Martin                                                    | MHK Dubnica nad Váhom                                        | HK Dukla Ingema Michalovce (117 pont) |
| 27. | 2019–20 | A COVID-19 járvány miatt elmaradt a rájátszássorozat döntője | A COVID-19 járvány miatt elmaradt a rájátszássorozat döntője | A COVID-19 járvány miatt elmaradt a rájátszássorozat döntője | Bratislava Capitals (90 pont)         |
| 28. | 2020–21 | HK Spišská Nová Ves                                          | Vlci Žilina                                                  | HK VITAR Martin                                              | Vlci Žilina (98 pont)                 |
| 29. | 2021–22 | Vlci Žilina                                                  | HK VITAR Martin                                              | HK iClinic Skalica                                           | Vlci Žilina (115 pont)                |
| 30. | 2022–23 | HC 19 Humenné                                                | Vlci Žilina                                                  | HK VITAR Martin                                              | Vlci Žilina (94 pont)                 |
| 31. | 2023–24 | Vlci Žilina                                                  | HC Prešov                                                    | HK 95 Považská Bystrica                                      | Vlci Žilina (123 pont)                |
| 32. | 2024–25 | HC Prešov                                                    | HK ESMERO Skalica                                            | TSS Group Spartak Dubnica                                    | HC Prešov (116 pont)                  |
| 33. | 2025–26 |                                                              |                                                              |                                                              |                                       |

## Játékosok
A liga szabályai szerint a 2024-25-ös szezontól egy csapatban legfeljebb 3 idegenlégiós játékos játszhat egy meccsen. Kapus poszton csak szlovák játékos szerepelhet. A csapatoknak kötelezően kell biztosítaniuk helyet a keretben 7 23 év alatti játékosnak.

## Nézettség
A bajnokság meccseit a 2024-25-ös szezontól kezdve a Niké TV helyett a Tipsport TV közvetíti online. A JOJ ŠPORT Slovensko 18 csapat meccseit a JOJ Šport csatorna sugározza. A bajnokság meccseit a JOJ Šport 2 csatorna közvetíti.

## Ezüst sisak díj
| Szezon  | Szeptember                 | Október                     | November                          | December                       | Január                       |
| ------- | -------------------------- | --------------------------- | --------------------------------- | ------------------------------ | ---------------------------- |
| 2015-16 | Igor Halás (Prešov)        | Jakub Predajniansky (Detva) | Martin Kalináč (Bardejov)         | Matej Giľák (Spišská Nová Ves) | Martin Chovan (Nové Zámky)   |
| 2016-17 | Rastislav Gašpar (Detva)   | Michal Kokavec (Prešov)     | Lukáš Hamráček (Spišská Nová Ves) | Ľubomír Vaškovič (Skalica)     | Martin Kalináč (Topoľčany)   |
| 2017-18 | Gleb Bylina (Prešov)       | Ladislav Hopkovič (Prešov)  | Jozef Tomčák (Prešov)             | Ľubomír Vaškovič (Skalica)     | Dušan Klučiar (Bratislava)   |
| 2018-19 | Ľubomír Vaškovič (Skalica) | David Jaša (Skalica)        | Lukáš Hamráček (Michalovce)       | Mário Róth (Michalovce)        | Igor Safaraleev (Michalovce) |

## WOLT hónap gólja
| Szezon  | Október                       | November                 | December                     | Január                        | Február                   | Március                          | Teljes szezon                 |
| ------- | ----------------------------- | ------------------------ | ---------------------------- | ----------------------------- | ------------------------- | -------------------------------- | ----------------------------- |
| 2023-24 | Ján Chlepčok (AquaCity Pikes) | Tim Danielčák (Trebišov) | Matej Kraut (AquaCity Pikes) | Jakub Kylnar (AquaCity Pikes) | Kirill Romanov (Trebišov) | Oleksandr Plochotnik (Topoľčany) | Jakub Kylnar (AquaCity Pikes) |

## All Stars Game
| Dátum            | Helyszín       | 1. csapat                        | 2. csapat                        | Eredmény                         | Skill competition                | Összesítve                       |
| ---------------- | -------------- | -------------------------------- | -------------------------------- | -------------------------------- | -------------------------------- | -------------------------------- |
| 2016. január 30. | Gyetva         | Keleti csapat                    | Nyugati csapat                   | 14:14                            | 2:3                              | 16:17                            |
| 2017. január 21. | Gyetva         | Keleti csapat                    | Nyugati csapat                   | 15:17                            | 5:2                              | 20:19                            |
| 2018. január 13. | Eperjes        | Hopky csapat                     | Hujer csapat                     | 13:14                            | 4:3                              | 17:17                            |
| 2019. január 19. | Nagymihály     | Liga reményei                    | Liga mestere                     | 1:2                              | 0:1                              | 1:3                              |
| 2019. január 19. | Nagymihály     | Liga csillagai                   | Liga reményei                    | 2:3                              | 1:0                              | 3:3                              |
| 2019. január 19. | Nagymihály     | Liga mestere                     | Liga csillagai                   | 6:3                              | -                                | 6:3                              |
| 2020. január 11. | Nagytapolcsány | HC Topoľčany                     | All Stars Team                   | 9:9                              | -                                | 9:9                              |
| 2021. február 6. | Léva           | Törölve a COVID-19 járvány miatt | Törölve a COVID-19 járvány miatt | Törölve a COVID-19 járvány miatt | Törölve a COVID-19 járvány miatt | Törölve a COVID-19 járvány miatt |